# Merenești, Căușeni
Merenești este un sat din cadrul comunei Chițcani din raionul Căușeni, Republica Moldova.